# Paul Mebus
Paul Mebus (Düsseldorf, 9 de junho de 1920 — 11 de dezembro de 1993) foi um futebolista alemão-ocidental.
Jogou na posição de centroavante e defendeu em sua carreira as equipes do VfL 06 Benrath e Köln.
Pela Seleção da Alemanha Ocidental, integrou o elenco campeão de seu país na Copa do Mundo de 1954, atuando em uma partida.